# 佐藤尚
佐藤 尚（さとう ひさし、1953年4月29日 - ）は、東洋大学陸上競技部コーチ。秋田県横手市（旧平鹿郡平鹿町）出身。秋田県立秋田工業高等学校、東洋大学卒業。

## 来歴
秋田工業高校時代は800mで活躍。全国高校総体では1600メートルリレー走で準決勝まで進んでいる。その後東洋大学に入学したが1年次からマネージャーに転身したため、箱根駅伝への出場経験はない。なお、高校・大学の同期に中日ドラゴンズゼネラルマネージャーの落合博満がいる。卒業後は地元に戻って秋田県内の建設資材会社、三傳商事に勤務。この間、母校でもある秋田工業高の陸上競技部コーチを務めた。
1994年に東洋大学の長距離部門監督として上京。選手の指導にあたる。当時の東洋大学は出場こそしていたものの、常に下位で、予選会の常連と揶揄されたこともあった。しかし1997年の第73回大会で同校を12年ぶりのシード権獲得（7位）に導き、1999年の第75回大会でも9位に入り、前年に23秒差（10位）で失ったシード権を奪還する。
この75回大会から10区は日本橋経由で距離が延びた。そのため各チームが選手起用にやや様子見な部分もあったが、佐藤はここにキャプテンでエース格だった酒井俊幸を投入する策を練っていた。当時の10区ではエース格の選手が走ることもあまりなく、密かに大胆な策を練っていた。しかし当日朝の練習を見て当初からエントリーされていた選手を起用してシード権奪還に成功するなど、選手の状態を見る目があった。
しかし2001年から2年間、東洋大学は予選会を突破できず箱根駅伝出場を逃してしまう。そのため、2002年1月から旭化成陸上部OBで同社から出向の川嶋伸次が監督となり、佐藤はスカウト兼任のコーチとして活躍する。
佐藤はスカウトとしての手腕もあった。全国高等学校駅伝競走大会出場校だけでなく、全国各地を飛び回り無名校の選手に声をかけることも少なくなかった。その中で教師として地元・福島に戻っていた酒井が他校の選手ながら積極的な走りをしていた柏原竜二のことを佐藤に報告し、スカウティングに成功している。
戦力の充実や前哨戦での活躍から優勝候補の一角に挙げられた矢先の2008年12月、長距離部員が起こした不祥事（詳しくは川嶋の項を参照）の責任を取って、川嶋が辞任。コーチだった佐藤が急遽監督代行としてチームの指揮にあたることになった。関東学生陸上競技連盟の裁定により「出場を制限しない」との結論を受け、東洋大学は出場に踏み切ったが川嶋の辞任、不祥事による部員のショック、活動自粛など、チーム状態は揺れていた。その中でも佐藤は「出場させてもらえたことに感謝の気持ちを持とう」と選手達に言い続けた。
その後チーム状態は上向きに転じ、2009年の第85回大会では柏原の5区逆転劇などもあり、往路優勝。復路でも6区にエントリーされていたキャプテンの足の状態を案じ、当日朝に替える大胆な策を取る。早稲田大学とのデッドヒートを制し、出場から76年目、67回目の出場にして箱根駅伝史上最も遅い総合優勝を達成した。
ただ佐藤はあくまでも監督代行の身であり、2009年度以降のスタッフについては去就が注目されていたが、佐藤は『若い監督を招聘するべきだ』と学校側に伝え、川嶋前監督から頼まれた候補者リストを渡し、川嶋と学校側の協議の結果、3月になって酒井が監督として10年振りに東洋大へ復帰することが決まり、佐藤は再びスカウト兼任コーチとなった。
2016年リオデジャネイロオリンピック男子マラソン競技代表の石川末広と北島寿典、1万メートル代表の設楽悠太が佐藤の教え子であり、とくに石川と北島は高校時代は無名選手だったため、佐藤のスカウト力の高さがあらためて注目された。